# Einbandspiegel

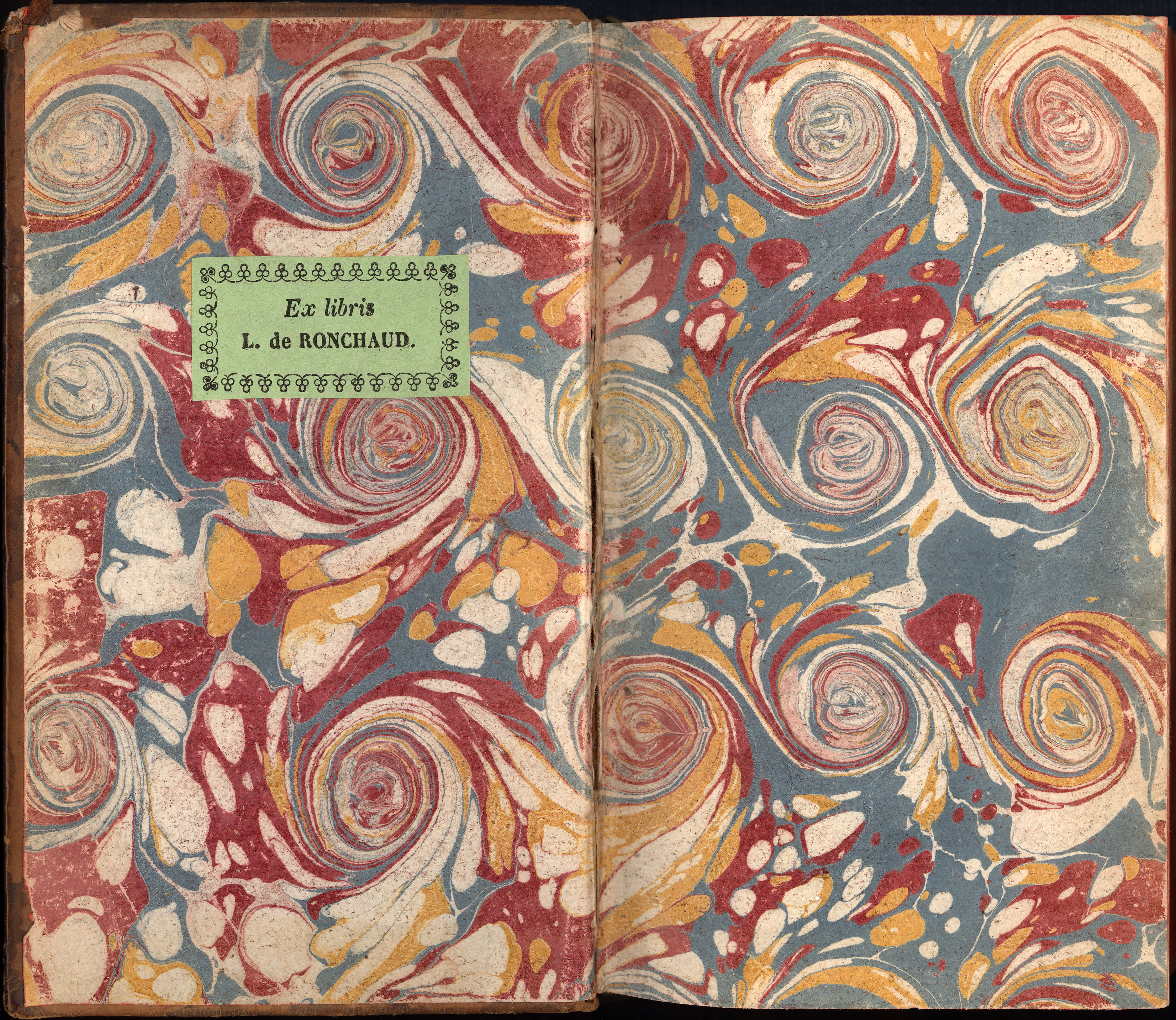
Marmorpapier als Vorsatzpapier auf der linken Seite als Spiegel, aufgeklebt ein Exlibris

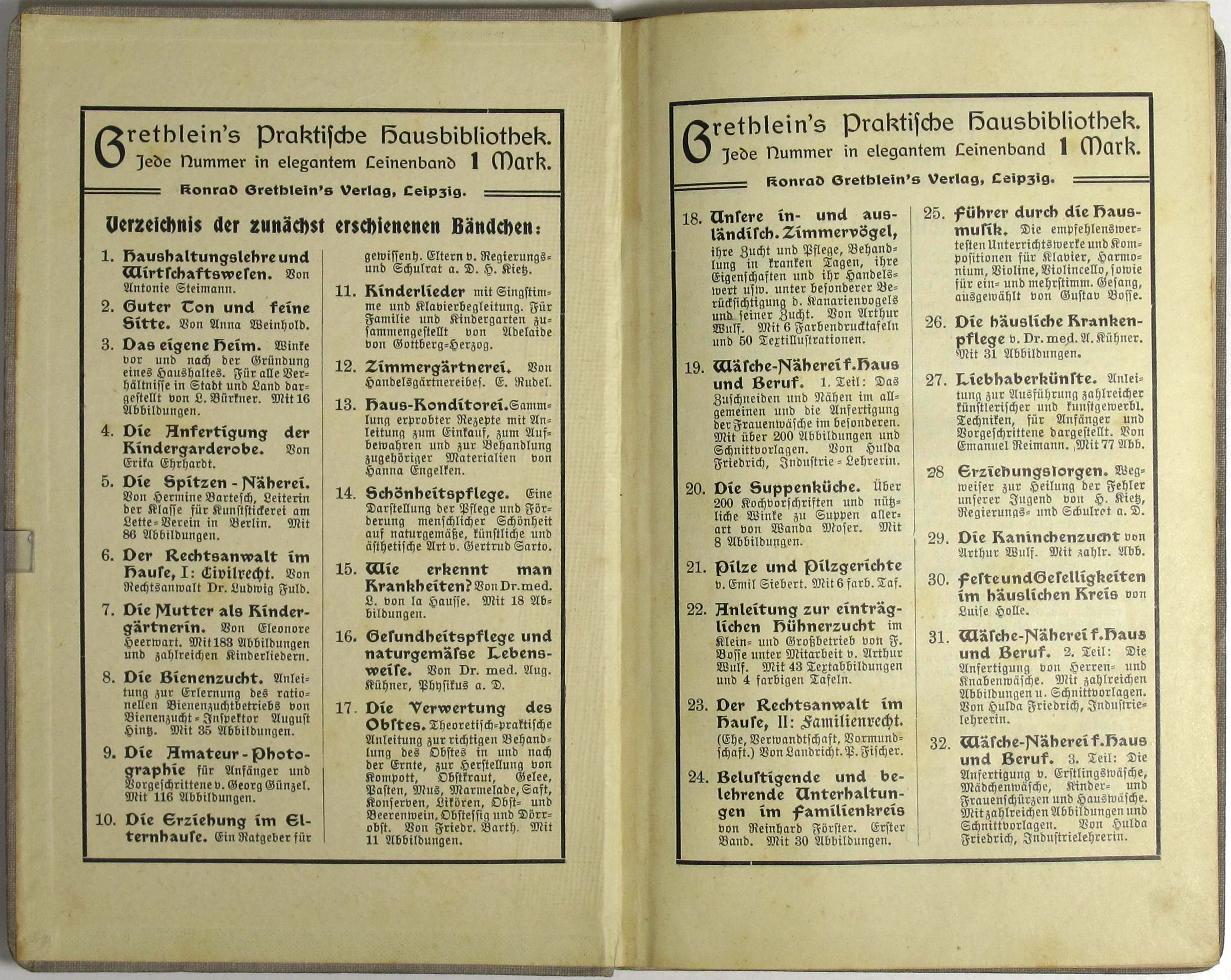
Mit Verlagswerbung bedrucktes Vorsatzpapier, links vorderer Spiegel, Konrad Grethlein's Verlag, 1904

Als Einbandspiegel, Buchspiegel, Anpappblatt oder auch geläufig als der Spiegel wird der innere Teil der beiden Deckel eines Buches bezeichnet – nicht zu verwechseln mit dem Satzspiegel. Im Unterschied zur Dublüre ist der Spiegel häufig Teil des Vorsatzpapiers, das das Gelenk und die Bünde verdeckt. Er ist ein Teil der Buchdecke beziehungsweise des Bucheinbands.
Analog zu den Bezeichnungen für die Buchdeckel (Vorderdeckel und Hinterdeckel) unterscheidet man den vorderen und hinteren Spiegel. Meist besteht der Spiegel aus aufgeklebten Papierblättern, häufig auch aus dekorativen Buntpapieren. Es kann auch Makulatur, also älteres, nicht mehr benötigtes Schreibmaterial aus Büchern oder Urkunden verwendet worden sein.
Die zunächst leeren Spiegelblätter wurden im Laufe der Zeit von den Besitzern der Bücher oft für Eintragungen aller Art, wie die Dokumentation von Familienereignissen, rechtskräftigen Verträgen und Urkundenabschriften, den bloßen Namenseintrag oder Exlibris, benutzt. Diese dienen der Provenienzforschung als Provenienzmerkmale.
Buntpapiere wurden als preiswerter Buchschmuck verwendet.
Im 19. Jahrhundert wurde der Spiegel auch mit Verlagswerbung oder Werbung bedruckten Papieren beklebt.